# الکل در افغانستان

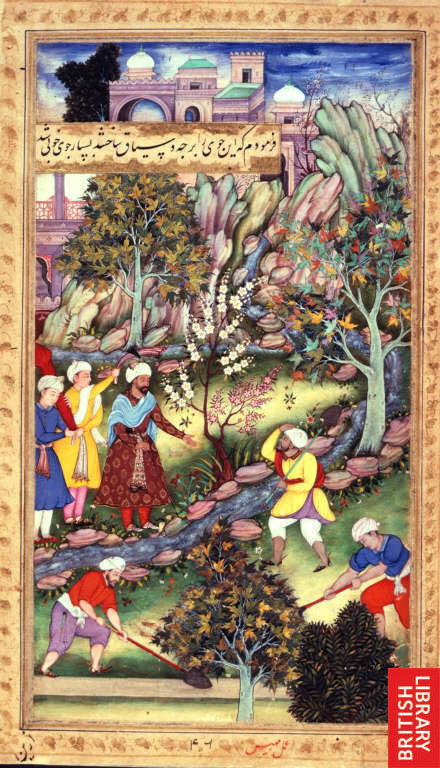
بابر در حال تغییر مسیر جریان آب در استالف

تولید و مصرف مشروبات الکلی به‌ویژه شراب، یک سنت قدیمی افغانستان است که حداقل به قرن چهارم پیش از میلاد برمی‌گردد. در حال حاضر در مالکیت داشتن و مصرف مشروبات الکلی برای شهروندان افغانستان ممنوع است. با این حال، حکومت افغانستان به چندین شرکت مختلف جواز توزیع مشروبات الکلی به خبرنگاران و گردشگران خارجی را داده‌است، همچنین مصرف مشروبات الکلی در بازار سیاه شایع می‌باشد. آوردن دو بوتل یا دو لیتر مشروبات الکلی برای خارجی‌های که وارد افغانستان می‌شدند قبل از تصاحب قدرت توسط طالبان در ۲۰۲۱، جواز داشت.

## خانواده شاهی افغانستان
در دوران خانواده‌های سلطنتی شاه امان‌الله و ظاهر شاه، الکل بخشی از جامعه بود و نخبه‌ها در کابل به برگزاری محافل افراطی خود شهره بودند.

## مرور کلی
افغانستان در حال حاضر حدود ۶۰٬۰۰۰ هکتار (۱۵۰٬۰۰۰ جریب) مزارع انگور دارد، اقلیم و خاک این کشور برای شراب با کیفیت، مناسب است. هرچند تاریخچه شراب به دوره‌های بسیار قدیمی‌تر برمی‌گردد، اما ظاهراً پرورش انگور (موکاری) حداقل از قرن چهارم پیش از میلاد بدین‌سو در بخش‌های افغانستان به‌خوبی پابرجا بوده‌است. گفته می‌شود، که بابر، نخستین امپراتور مغول، در مورد شراب کابل آگاهی حاصل کرد. بابرنامه که شرح حال اتوبیوگرافی وی است، گفته می‌شود که به‌ویژه در مورد منطقه استالف (احتملاً از کلمه یونانی staphile به معنی انگور مشتق شده‌است) این چنین شرح داده‌است، «تاکستان و باغ‌ها در دو سمت رود خروشان آن که آب سرد و زلال دارد». امپراطوری مغول از دره سند و افغانستان شراب با کیفیت دریافت می‌کرد. دوره قرون وسطی شاهد نسبتاً یک دوره شکوفان تولید شراب بود، که در قرن هجدهم میلادی پایان یافت. دهه ۱۹۶۰ میلادی شاهد شروع مجدد تولیدات بود، که توسط طالبان پایان داده شد. یک بررسی فرانسوی در حدود ۱۹۶۹ میلادی تخمین نمود که تاکستان‌های (بزرگ‌تر) حدود ۳۷٬۵۰۰ هکتار زمین را پوشش داده‌اند. و این تنها ۲ درصد اراضی قابل کشت است. بزرگ‌ترین تاکستان‌ها در نزدیکی هرات، قندهار و کابل موقعیت داشتند؛ ساحات کوچک‌تری نیز در مرز شمالی وجود داشت. هرچند این بررسی فرانسوی روی تاکستان‌های بزرگ و حرفهٔ تمرکز نموده‌است، اما می‌گوید که انگور در باغ‌های مختلف، حتی در ارتفاع ۲٬۴۰۰ متر در نورستان، پرورش می‌یابد. تخمینی که در ۱۹۶۸ میلادی برای یک برنامه مساعدت محلی انجام شد، نشان‌دهنده حدود ۶۰٬۰۰۰ هکتار (۱۵۰٬۰۰۰ جریب) تاکستان بود. اگر مقایسه شود، شراب اتریشی از زمینی حدود ۵۱٬۰۰۰ هکتار (۱۳۰٬۰۰۰ جریب) تولید می‌شود. تولیدات فعلی انگور در حال حاضر بیشتر در اطراف کابل بوده و نظر به دلایل مذهبی بیشتر آب‌میوه و کشمش از آن تولید می‌شود.

## مردمان محلی

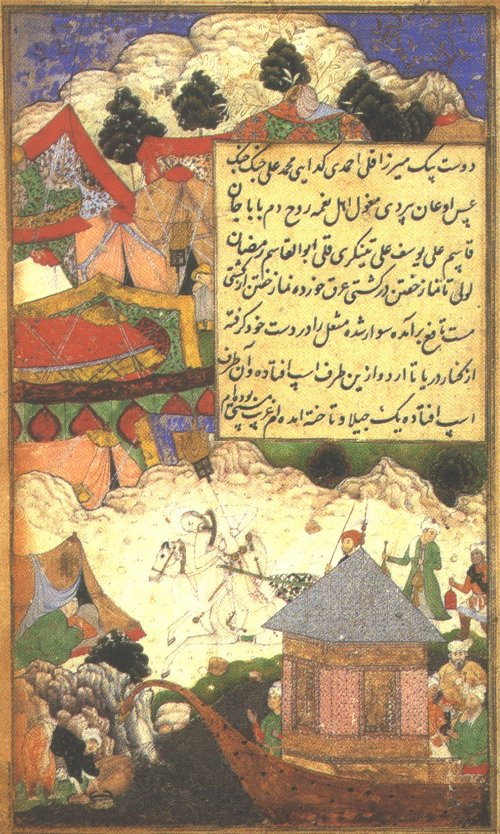
بازگشت یک بابور مست به اردوگاه در شب

افغانستان یکی از ۱۶ کشوری است، که در آن نوشیدن مشروبات الکلی برای شهروندان‌اش در هر سنی غیرقانونی است. در صورت تخطی شهروندان افغانستان از این قانون، احکام شریعت اسلامی بر آن‌ها جاری می‌شود. جزاهای نوشیدن شراب شامل جریمه، زندانی شدن و ۶۰ دُره شرعی می‌باشد. طبق سازمان جهانی صحت (WHO)، مصرف شراب در افغانستان به‌طور رسمی–تقریباً صفر است. مجموع مصرف شراب در افغانستان طی سال‌های ۲۰۰۳ تا ۲۰۰۵ تقریباً صفر بود؛ در جریان سال‌های ۲۰۰۸ – ۲۰۱۰ میلادی مصرف ثبت شده شراب تقریباً صفر، اما مصرف ثبت نشده حدود ۰٫۷ لیتر فی نفر تخمین شده بود. اِعمال قانون به‌گونه متناقض صورت می‌گیرد و شراب به‌طور گسترده در بازار سیاه در دسترس است، به‌ویژه در کابل و در شهر هرات در غرب افغانستان، جای که گفته می‌شود شراب داخلی به قیمت مناسب و به آسانی قابل دسترس است. قاچاق شراب از طریق کشور اوزبیکستان در ولایات شمالی یک تجارت بزرگ محسوب می‌گردد. شراب در شهر شمالی مزار شریف به‌طور گسترده مصرف می‌شود، از جمله توسط جنگ‌سالار عبدالرشید دوستم.
می‌خانه‌ها/بازارهای گوناگون در افغانستان پس از سقوط طالبان شروع به فروش مشروبات الکلی به خارجی‌ها و گردشگران نموده بودند. کابل، شب‌های فعال و رنگین داشت. حتی در مقایسه با شهرهای بزرگ در کشورهای همسایه مانند دهلی نو، کراچی یا تهران. اجتماع بزرگی از خارجی‌های جوان و دیپلمات‌های با معاش خوب، کارمندان امنیتی و موسسات کمک‌کننده بین‌المللی در افغانستان وجود داشت. برخی مکان‌ها در سال ۲۰۱۰ میلادی بازرسی شده و یک تعداد پیش‌خدمت‌های (دختر) اهل اوکراین که تن‌فروشی می‌کردند، دست‌گیر گردیدند. حملات متعددی از سوی شبه نظامی‌های طالبان بر می‌خانه‌ها و تفریح‌گاه‌ها انجام شده‌است.

## گردشگران
قبل از این‌که طالبان در اوت ۲۰۲۱ کنترل افغانستان را در دست گیرند، هر گردشگر خارجی اجازه داشت دو بوتل یا دو لیتر مشروب الکلی هنگام وارد شدن به افغانستان با خود بی‌آورد.

## نیروهای نظامی خارجی
قرارگاه‌های نیروهای بین‌المللی کمک به امنیت (ISAF) در افغانستان قبل از سپتامبر ۲۰۰۹ حداقل هفت می‌خانه داشت، که آب‌جو و شراب بدون-مالیات فراهم می‌کرد، از جمله یک می‌خانه ورزشی به‌نام تورا-بورا. در سال ۲۰۰۹ میلادی پس از این‌که خبر کشته شدن ۱۲۵ غیرنظامی در حملات هوایی پخش شد، جنرال استنلی مک‌کریستال که در آن زمان مسئول ISAF در افغانستان بود، تلاش نمود تا با مسئولین نیروها به تماس شود. بعد از این‌که وی پی برد برخی نیروها به علت نشه‌بودن قادر نبودند به‌طور مناسب به این روی‌داد پاسخ بگویند، وی استفاده از مشروبات الکلی از محوطه‌های کاری ایالات متحده را ممنوع کرد. این ممنوعیت بر سربازان خارجی نیز قابل تطبیق بود.
همچنین گفته می‌شود، که مشروبات الکلی نقشی در کشتار قندهار داشته‌است، روی‌دادی در سال ۲۰۱۲ میلادی که طی آن یک سرباز ارتش ایالات متحده به‌نام رابرت بیلز در ولسوالی پنجوایی ولایت قندهار شانزده غیرنظامی را به قتل رساند و شش تن دیگر را مجروح کرد. چندی بعد ایالات متحده استفاده از مشروبات الکلی را برای نیروهای خود ممنوع کرد. علی‌رغم این ممنوعیت، مقامات وزارت دفاع ایالات متحده بعضاً مشروبات الکلی را در پایگاه‌های نظامی یافتند.
سربازان سایر کشورها اجازه نوشیدن شراب داشتند. پایگاه‌های نظامی نیروهای اروپایی معمولاً دو انبار شراب داشت. نیروهای آلمانی و فرانسوی اجازه داشتند در هر روز دو بوتل کوچک آب‌جو در پایگاه خود بنوشند. در کمپ‌های کوچک مانند کمپ مارمل سهمیه هر سرباز با دریافت رسید فراهم می‌گردد و آن‌ها ملزم بودند تا بلافاصله آن را باز نمایند، تا از انبار کردن آن خودداری شود. بعد از وقوع چندین روی‌داد مرتبط به الکل در ۲۰۱۳ میلادی، جنرال جروگ ولمر شخصاً از برخی مکان‌ها دیدار نمود تا مطمئن شود که از قوانین پیروی می‌گردد.
ختم مأموریت آیساف تعداد نیروهای خارجی را به‌طور قابل ملاحظه کاهش داد. در مقایسه با آیساف، تحت مأموریت حمایت قاطع فعلی تنها ده درصد نیروها در کشور حضور دارند. گردشگران خارجی اجازه داشتند تا دو لیتر شراب را بدون پرداخت مالیات هنگام ورود به افغانستان با خود بی‌آورند. رانندگی در حالت مستی و داشتن مقدار بیشتر از حد مجاز مشروبات الکلی دارای مجازات چندین ماه زندان بود. مقدار مشروبات الکلی ارتش آلمان (بوندس‌وهر) در مطابقت با جامعه بزرگ (آلمانی) و خبرنگاران دعوت شده مدنظر گرفته شده بود.